# رهط
رَهَط (در عبری: רהט) نام شهری در استان جنوبی اسرائیل است که جمعیت آن در سال ۲۰۰۶ ۴۰٬۴۰۰ نفر و مساحت آن ۱۹٫۵۸۶ کیلومتر مربع بوده‌است.

## نگارخانه

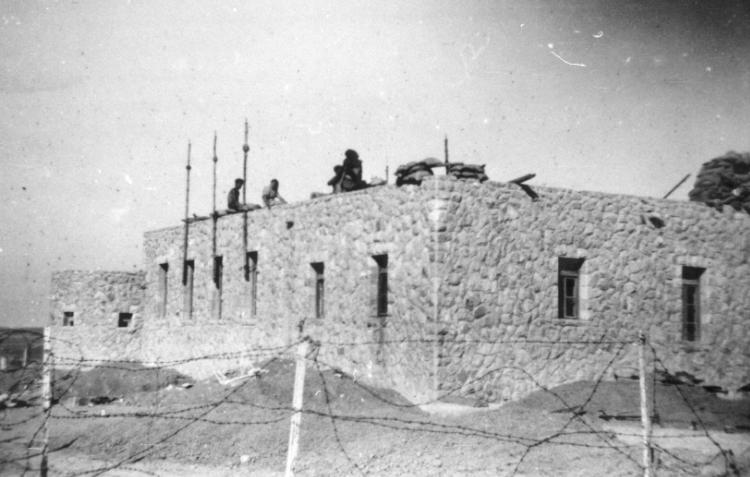
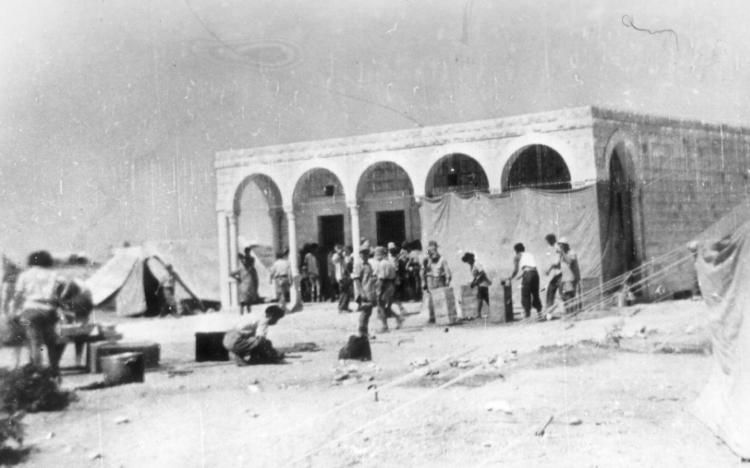
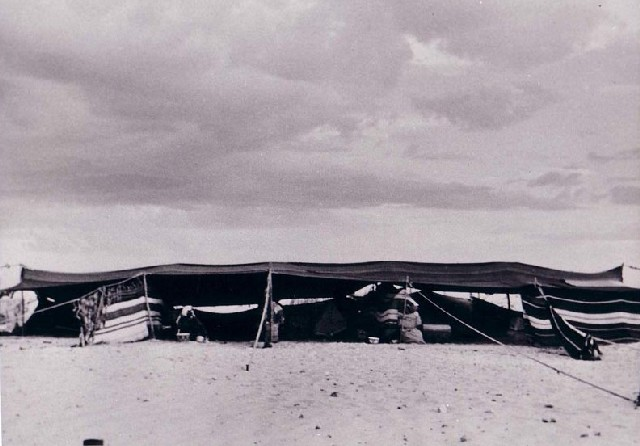